# Maria Elena Boschi
Maria Elena Boschi (Montevarchi, 24 de gener de 1981) és una advocada i política italiana del Partit Democràtic que és diputada des del 2013. Va ser ministra de les Reformes Constitucionals.
Com a membre del Partit Demòcrata, Boschi ha exercit com a Ministre de Reformes Constitucionals i Relacions amb el Parlament, de febrer de 2014 a desembre de 2016, delegada a l'execució del Programa de Govern de Matteo Renzi. Des del 12 de desembre de 2016 fins a l'1 de juny de 2018 va ser secretària del Consell de Ministres, al Gabinet Gentiloni.
Catòlica romana, entre els seus partidaris és àmpliament coneguda amb l'acrònim MEB. Boschi va abandonar el Partit Demòcrata i des del 2019 és membre del partit liberal de Matteo Renzi Italia Viva.